# Fever (Balthazar)
Fever è il quarto album in studio del gruppo belga Balthazar, uscito il 25 gennaio 2019.

## Tracce
1. Fever - 6:05
2. Changes - 3:46
3. Wrong Faces - 3:57
4. Whatchu Doin' - 3:44
5. Phone Number - 4:51
6. Entertainment - 3:08
7. I'm Never Gonna Let You Down Again - 3:37
8. Grapefruit - 4:56
9. Wrong Vibration - 2:45
10. Roller Coaster - 2:47
11. You're So Real - 4:07